# Zdenko Radslav Kinský
Zdenko Radslav Kinský (celým jménem Zdenko Radslav Dlask Henyko Smil Rudolf Ferdinand hrabě Kinský z Vchynic a Tetova; 14. července 1896 v Chlumci nad Cidlinou – 1. ledna 1975 v Římě) pocházel z chlumecké větve starobylého šlechtického rodu Kinských. Zdědil zámek Karlova Koruna a byl čestným členem Řádu maltézských rytířů.

## Život
Zdenko Radslav Kinský byl posledním z devíti potomků velkostatkáře a politika Oktaviána Zdenka Kinského (1844–1932) a jeho manželky Georginy Ernestiny, rozené Festeticsové z Tolny (1856–1934).
Po bezdětném bratru Františku Xaverovi (1878–1935), který byl o 18 let starší a se kterým si neměl moc co říct, zdědil zámek Karlova Koruna v Chlumci nad Cidlinou. Měl také sestru Norbertinu (1888–1923), která se angažovala jako zdravotnice v době první světové války. Provdala se za Ferdinanda Mariu Wilczka, jejich dcera Georgina Norberta (1921–1989) byla matkou současného panujícího lichtenštejnského knížete Hanse Adama II.
Zdenko Radslav Kinský byl český vlastenec a byl také vášnivým sportovcem, cvičil mj. v Sokole, hrál ochotnické divadlo U Klicperů. Po svém prastrýci Oktaviánu Josefovi převzal chov koní v Ostrově u Chlumce nad Cidlinou.
V roce 1938 a 1939 podepsal prohlášení české šlechty proti nacismu, což mělo za následek zabavení majetku v době protektorátu. V téže době vyhořel zámek Karlova Koruna. Po skončení války mu byl majetek navrácen, avšak po nástupu komunistů k moci v roce 1948 byl majetek rodu znárodněn. Následně emigrovali do Francie.
Hrabě Zdenko Radslav Kinský z Vchynic a Tetova zemřel 1. ledna 1975 v Římě a následně byl pochován vedle své manželky v Dietrichsteinské hrobce na Vídeňském ústředním hřbitově.

## Rodina
Zdenko Radslav Kinský se po návratu ze Sibiře oženil 7. června 1921 v Praze s Eleonorou, rozenou Clam-Gallasovou (4. listopadu 1887 Frýdlant v Čechách – 31. května 1967 Vídeň, ve Vídni byla také pochována), dcerou hraběte Františka Clam-Gallase (1854–1930) a jeho manželky Marie Hoyos-Sprinzenstein (1858–1938). Eleonora byla o osm let starší. Vdávala se už podruhé. Měli spolu tři děti (dva syny a jednu dceru):
- 1. Václav Norbert Oktavián Jiří Tassilo (21. 3. 1924 Praha – 9. 3. 2008 Pugnano)
  - ∞ (3. 7. 1948 Pugnano u Pisy) Anna Maria dei Conti Dal Borgo-Netolický (4. 7. 1925 Pisa – 18. 1. 1980), jejich děti:
    - 1. Giovanni Zdenko Kinský dal Borgo (* 12. 6. 1949 Pisa) ∞ (30. 10. 1976) Michelle Hoskins (28. 3. 1956 Shreveport, Louisiana,[9] USA)
    - 2. Pio Paolo Kinský dal Borgo (* 23. 1. 1956 Pisa) ∞ (7. 9. 1985) Natalia Guidi (* 10. 12. 1951 Lari)
- 2. Evženie Klotilda (Génilde) Maria Georgine Thadea (1. 11. 1925 Praha – 3. 10. 2023 Bonn)
  - ∞ (7. 9. 1942 Chlumec nad Cidlinou, rozvedeni 1952) František Jindřich Dobrzenský z Dobrzenicz (11. 4. 1915 – 2. 1. 1978)
- 3. Radslav Jiří František Maria Josef (14. 6. 1928 Obora-Kněžičky u Chlumce nad Cidlinou – 12. 10. 2008 Žďár nad Sázavou)
  - ∞ (29. 11. 1958 Paříž) Thamara Amilakvari (29. 7. 1935 Paříž – 17. 4. 2019 Paříž), jejich děti:
    - 1. Konstantin Norbert (Constantin Norbert; * 12. 1. 1961 Vincennes) ∞ (31. 10. 1987) Marie de Crevoisier d'Hurbache (* 4. 9. 1963 Salon de Provence)
    - 2. Karel Mikuláš (Charles Nikolas; * 20. 1. 1965 Vincennes) ∞ (12. 9. 1990; 28. 9. 1991 Fresnay, Calvados) Marie le Henneur (* 5. 11. 1959 Alger)

Poprvé se Zdenkova manželka Eleonora, rozená Clam-Gallasová provdala 5. února 1910 ve Vídni za Karla V. ze Schwarzenbergu (26. února 1886 Praha – 6. září 1914 Vukovar), který zemřel na začátku první světové války ve věku 28 let jako důstojník rakousko-uherské armády na srbské frontě. Z prvního manželství měla Eleonora dva syny:
- 1. Karel VI. Schwarzenberg (5. 7. 1911 Čimelice – 9. 4. 1986 Vídeň)
  - ∞ (30. 6. 1934 Praha) Antonie Leontina z Fürstenbergu (12. 1. 1905 Brusel – 24. 12. 1988 Vídeň)
- 2. František Schwarzenberg (24. 3. 1913 Praha – 9. 3. 1992 Unzmarkt, Rakousko)
  - ∞ (23. 5. 1944 Dolní Beřkovice) Amálie Františka Lobkowiczová (25. 1. 1921 Dolní Beřkovice – 3. 4. 2013 Vídeň)

Nevlastní sourozenci z obou manželství Eleonory se stýkali.